# كيسيات باندا الهيكل العظمي
كيسيات باندا الهيكل العظمي أو بخاخ باندا الهيكل العظمي (بالإنجليزية: skeleton panda sea squirt)‏ (باليابانية:  ガイコツパンダホヤ، بالروماجي: gaikotsu-panda-hoya) أو اختصارًا كيسيات الباندا (الاسم العلمي: Clavelina ossipandae)، نوع من الكيسيات البحرية وهي حيوانات بحرية تعيش في مستعمرات ذات حركة موضعية يتتغذى بالترشيح، تم اكتشافها قرب جزيرة كومي في اليابان بواسطة غطاسين محليين، صور الحيوان جذبت الانتباه في وسائل الإعلام بسبب مظهره قبل وضع التصنيف الرسمي له عام 2024.
مقارنةً مع الكيسيات الأخرى تتميز كيسيات الباندا بشكل خاص بإمتلاكها أوعية دموية أفقية بيضاء تمنحه مظهر يشبه الهيكل العظمي مع بقع سوداء في مقدمته مجهولة الوظيفة والتي تشبه الى حد ما بقع حيوان الباندا المشتق منه تسمية الكائن، بعد انتشار صوره في وسائل الإعلام ووسائل التواصل الاجتماعي تم تنظيم رحلة استكشافية بتمويل جماعي لجمع عينات منه عام 2021، وقام الباحثون بوضع تصنيفه رسميًا بعد ثلاث اعوام.
وجدت كيسيات الباندا تعيش على عمق 20 متر مثبتة على سطح شعاب مرجانية في مناطق التيارات القوية، يعيش بشكل مستعمرات تتراوح من فرد واحد الى أربعة أفراد (زويد [الإنجليزية]) شفافين يصل طول كل منها الى 2 سنتيمتر (0.79 بوصة)، ترتبط الأفراد في المستعمرة من خلال وصلات وعائية ويمكن أن تنشأ المستعمرة بالأصل من كائن واحد يتكاثر لا جنسيًا مع مقدرة الحيوان على التكاثر الجنسي أيضًا.

## نظرة تاريخية
أكتشف هذا الحيوان أول مرة من غواصين محليين من جزيرة كومي في جزر ريوكيو في اليابان عام 2017 منهم شونجي تيراي الذي أصبح متجره للغوص هدف للسياح والمهتمين بهذا الكائن، حتى شاعت صوره على وسائل التواصل الاجتماعي مثل تويتر وظهرت في برامج التلفزيون على محطة ان اتش كي ومحطات اخرى.
جذبت هذه الصور أيضًا انتباه ناوهيرو هاسيغاوا خبير الكيسيات من جامعة هوكايدو الذي اطلع عليها عام 2018 وأدرك بسهولة تميز هذا النوع عن الأنواع الاخرى من الكيسيات، بتمويل جماعي قام بتجهيز بعثة علمية بفريق من الباحثين اليابانيين بقيادته لجمع عينات للحيوان عام 2021 من الصخور البحرية في منطقة تونبارا القريبة من جزيرة كومي، وهي منطقة لا يمكن الوصل إليها الا في فصل الشتاء بسبب تيارات المد والرياح.
تم نشر نتائج الفريق في ورقة علمية عام 2024 أعلنوا فيها تسجيل الحيوان رسميًا كنوع جديد (الاسم العلمي: Clavelina ossipandae)، تمكن الباحثون من جمع أربع مستعمرات كل منها تتكون من فرد الى أربعة أفراد كعينات، ولاحقًا تم إيداعها في مجموعة اللافقريات بمتحف جامعة هوكايدو في سابورو.

## الأصل اللغوي للاسم
ظهر الإسم الدارج للكائن فور انتشار صوره حيث أطلق عليه مستخدمو الانترنت اليابانيون اسم (باليابانية: ガイコツパンダホヤ، بالروماجي: gaikotsu-panda-hoya) والذي يترجم الى (بخاخ باندا الهيكل العظمي البحري).
أشتق اسمه العلمي (ossipandae) من التسمية الشائعة الدارجة عن طريق مزج كلمتين باللغة الاتينية (os والتي تعني عظم) و(panda حيوان الباندا) في اشارة الى صفات المميزة من الخطوط البيضاء والبقع السوداء التي تشبه وجه الباندا العملاق.

## وصف الكائن

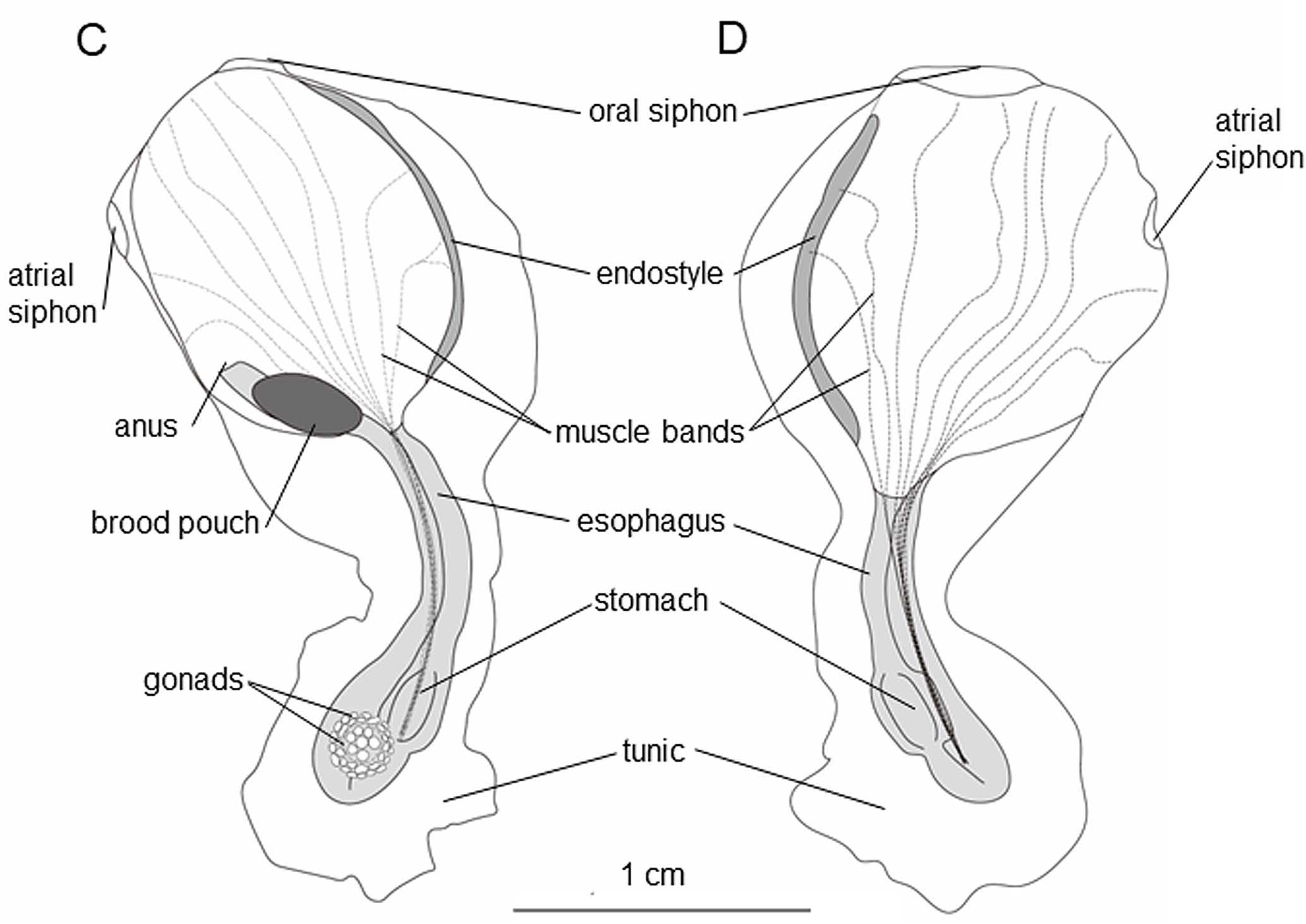
مخطط تشريحي للكائن

كلافيلينا أوسيبانداي هو كيسيات صغيرة تتواجد بشكل مستعمرات تتكون من واحدة الى اربعة من الزويدات، وعلى عكس الأجناس الأخرى القريبة فإن الزويدات حرة أي انها لا تشترك في غلاف مشترك حتى مع كونها تمتد من كتلة قاعدية وترتبط مع بعضها من خلال انابيب وعائية، تم تحديد طول الزويدة المنفردة 2 سنتيمتر (0.79 بوصة) مع وجود عينات أخرى بأطول تتراوح بين 7–14 مليمتر (0.28–0.55 بوصة).

### التشريح
كل زويد مغطى بغلاف شفاف خاص به، والذي يحتوي مثل معظم الكيسيات على فتحتين مرئيتين: السيفون الفموي والسيفون الأذيني.
السيفون الفموي، الذي تُسحب من خلاله جزيئات الطعام إلى البلعوم، محاط بعشرة مجسات فموية. البلعوم هو التجويف الرئيسي الذي يتم فيه ترشيح الطعام، حيث يتم توجيهه عبر أنبوبة ظهرية تحتوي على فتحة مهدبة تشبه الشق، يُبطن الجزء الخلفي من البلعوم بسلسلة من تراكيب لسانية الشكل تُعرف بـ"الزوائد اللسانية الظهرية"، التي تساعد في نقل الطعام. كما يوجد عضو يسمى إندوستايل [الإنجليزية] في الجزء الأمامي أسفل السيفون الفموي، ويعمل على المساعدة في عملية التغذية بالترشيح.
يربط المريء البلعوم بالمعدة الموجودة في منتصف البطن، تليه حلقة معوية أنبوبية الشكل، تنتهي هذه الحلقة بالشرج، حيث يتم طرد الفضلات من خلال السيفون الأذيني.
ينقسم الغلاف إلى جزأين: صدري وبطني، متساويين تقريبًا في الطول، على الرغم من أن الغلاف الصدري أرق وأكثر ليونة من نظيره البطني، يحمل الصدر 10–11 زوجًا من أشرطة العضلات الطولية: اثنان يمتدان من البطن إلى الإندستايل، 5–6 يمتدون إلى السيفون الفموي، و2–4 إلى الجانب الظهري.

### الأنماط
تحمل العينات عدة أوعية دموية عرضية بيضاء على طول أجسامها، مما يمنحها مظهراً يشبه سلسلة من الأضلاع، يمكن رؤية الإندوستايل الأسود أسفل السيفون الفموي، بالإضافة إلى خط أسود وسطي ظهراني أسفل السيفون الأذيني.
يمكن التعرف على كيسيات الباندا أيضًا من خلال العلامات السوداء على الجزء الأمامي الأبيض منها (نقطة مركزية بين السيفون الفموي والسيفون الأذيني، محاطة بشريطين جانبيين)، وهي سمة فريدة في جنس Clavelina. يُعرف نوعان آخران في هذا الجنس يحملان أنماطًا مشابهة، إلا أنهما يختلفان في اللون: الأزرق الداكن على الأزرق الفاتح في (C. moluccensis)، والأزرق على الأصفر في (C. viola).

### دورة الحياة
وجد أن عينات كيسيات الباندا خنثوية: فهي تمتلك كلا من المبايض والحويصلات الخصوية، الموجودة بالجانب الأيسر من الأمعاء بعد المعدة، كما يوجد كيس تكاثر في الجزء الخلفي من الصدر، حيث تتطور البيوض واليرقات. كما هو الحال في جميع الكيسيات، تكون اليرقات متحركة وذات شكل يشبه ضفدع اليرقة. يبلغ طولها حوالي 1.25 مليمتر (0.049 بوصة)، منها 0.75 مليمتر (0.030 بوصة) تشكلها الذيل. جسم اليرقة مقسم إلى صفيحة أمامية تحتوي على ثلاث حلمات لاصقة، وجذع يحمل عيينة وغبار توازن.
مثل الكيسيات الاستعمارية الأخرى في جنسها، يمكن لكيسيات الباندا التكاثر أيضًا لاجنسيًا عن طريق التبرعم.

## التصنيف

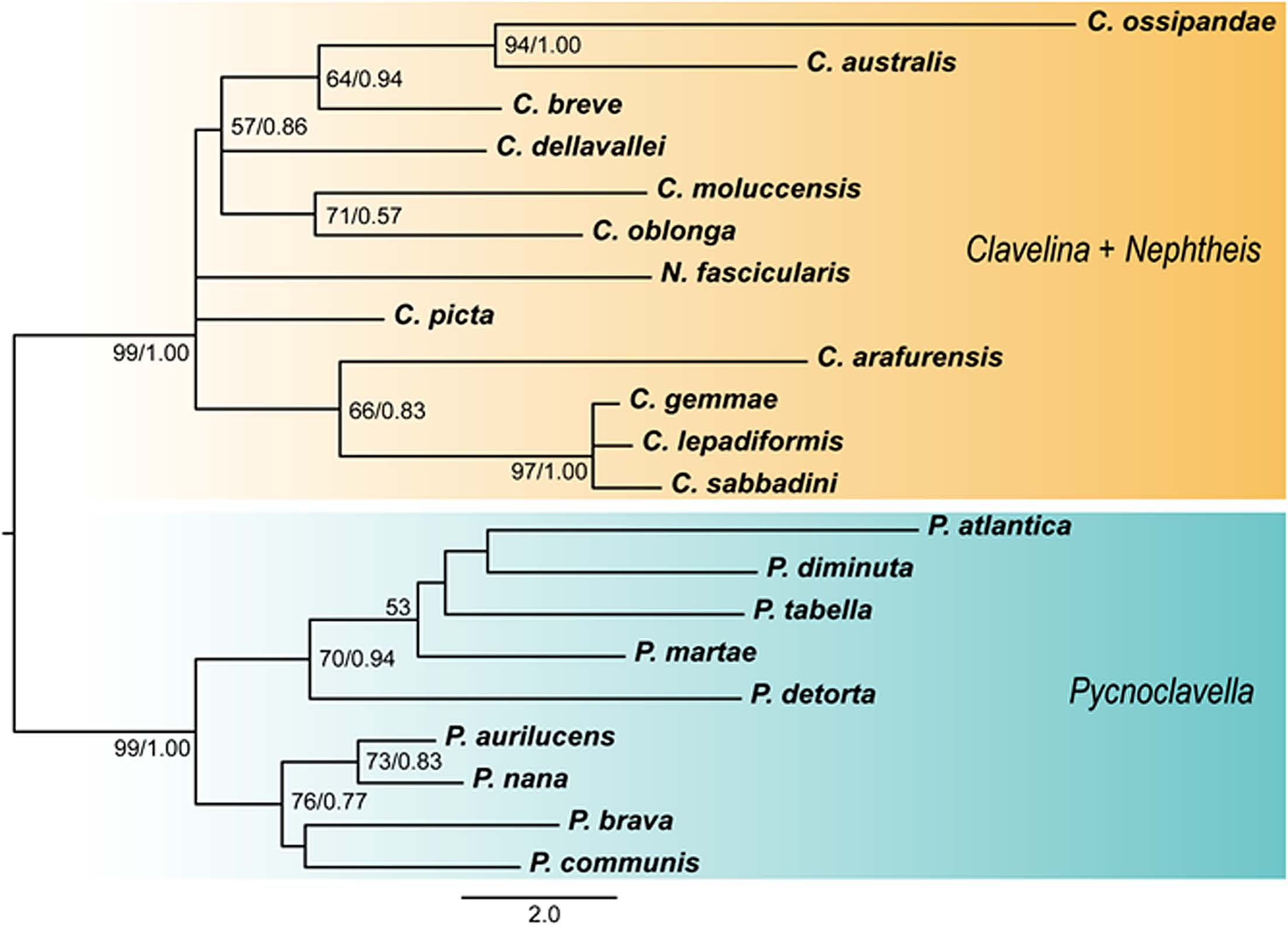
خريطة التصنيف

تم استخدام عدة خصائص شكلية لتحديد كيسيات الباندا كعضو في جنس Clavelina، منها إن الزويدات حرة بدلاً من أن تكون مدمجة بالكامل، واليرقات تفتقر إلى الهياكل الأنبوبية في أعضاء اللاصق التي تميز الجنس القريب Pycnoclavella، وعدد صفوف الشقوق البلعومية (10–14) يتماشى مع النطاق الموجود في أنواع Clavelina بين (8–20).
من خلال تسلسل جين وحدة الأوكسيداز السيتوكرومي C من النوع النموذجي والنموذج المساعد، تم تحديد كيسيات الباندا كنوع شقيق لـ C. australis ضمن جنس Clavelina.

## الانتشار والبيئة
النوع معروف بالعيش في المياه قبالة سواحل جزيرة كومي في اليابان، حيث تم الحصول على التقارير الأصلية والعينات في وقت لاحق.
تم ملاحظة المستعمرات على أعماق تتراوح بين 10–20 متر (33–66 قدم)، مثبتة على الشعاب المرجانية، ويُعتقد أنها تعيش بشكل خاص في المناطق ذات التيارات السريعة.
تعتبر أول نوع من الكيسيات المسجلة في هذه المنطقة جزيرة كومي، على الرغم من أنه تم جمع عينات لأنواع أخرى من المنطقة لكنها في انتظار الوصف الرسمي حتى عام 2024.

## طالع أيضًا
- كيسيات
- غلاليات
- شميات